# Copa Santa Catarina de 2019
A Copa Santa Catarina de 2019 foi a 18ª edição do segundo principal torneio de futebol de Santa Catarina. Disputada entre os dias 8 de setembro a 24 de novembro. O campeão ganha uma vaga na Copa do Brasil de 2020.

## Regulamento
A Copa Santa Catarina SICOOB 2019 será disputada em quatro fases. Na 1ª Fase – Inicial, onde as equipes se enfrentaram no sistema de pontos corridos em turno único. Os oito melhores colocados classificam-se à 2ª Fase – Quartas de Finais. A partir da 2ª Fase até definição do campeão os clubes se enfrentarão no sistema de confronto eliminatório, os populares mata-matas, em jogos de ida e volta.
Na 2ª Fase, o 1º colocado enfrentará o 4º colocado, e o 2º colocado encara o 3º colocado. Nos confrontos eliminatórios a equipe que somar mais pontos ao final do jogo de volta estará classificada, se houver empate em número de pontos, a equipe com melhor saldo de gols estará classificada,  persistindo o empate no saldo de gols, a decisão do classificado será através da cobrança de pênaltis.

### Critérios de desempate
Em caso de empate por pontos entre dois ou mais clubes, os critérios de desempate são aplicados na seguinte ordem:
1. Número de vitórias;
2. Saldo de gols;
3. Gols pró;
4. Confronto direto;
5. Menor número de cartões vermelhos;
6. Menor número de cartões amarelos;
7. Sorteio.

Com relação ao quarto critério (confronto direto), considera-se o resultado dos jogos somados, ou seja, o resultado de 180 minutos. Permanecendo o empate, o desempate se dará pelo maior número de gols marcados no campo do adversário. O quarto critério não será considerado no caso de empate entre mais de dois clubes.

## Participantes
| Equipe            | Cidade        | Estádio                            | Capacidade | Títulos                    |
| ----------------- | ------------- | ---------------------------------- | ---------- | -------------------------- |
| Atlético Tubarão  | Tubarão       | Estádio Domingos Silveira Gonzales | 3.000      | 1 (2017)                   |
| Brusque           | Brusque       | Augusto Bauer                      | 5.000      | 4 (1992, 2008, 2010, 2018) |
| Avaí B*           | Florianópolis | Ressacada                          | 17.826     | 1 (1995)                   |
| Figueirense B*    | Florianópolis | Orlando Scarpelli                  | 19.584     | 2 (1990, 1996)             |
| Fluminense        | Joinville     | Arena Joinville                    | 20.160     | 0                          |
| Joinville         | Joinville     | Arena Joinville                    | 20.160     | 4 (2009, 2011, 2012, 2013) |
| Almirante Barroso | Itajaí        | Camilo Mussi                       | 1.760      | 0                          |
| Marcílio Dias     | Itajaí        | Hercílio Luz                       | 6.010      | 1 (2007)                   |

*Avaí e Figueirense usaram suas equipes sub-23 na competição